# نوريكو أودا
نوريكو أودا (باليابانية: 織田憲子؛ بالكانا: おだ のりこ) هي مدربة تزلج فني ‏ يابانية، ولدت في 27 مايو 1947 في أوساكا في اليابان.